# Bacardi Breezer

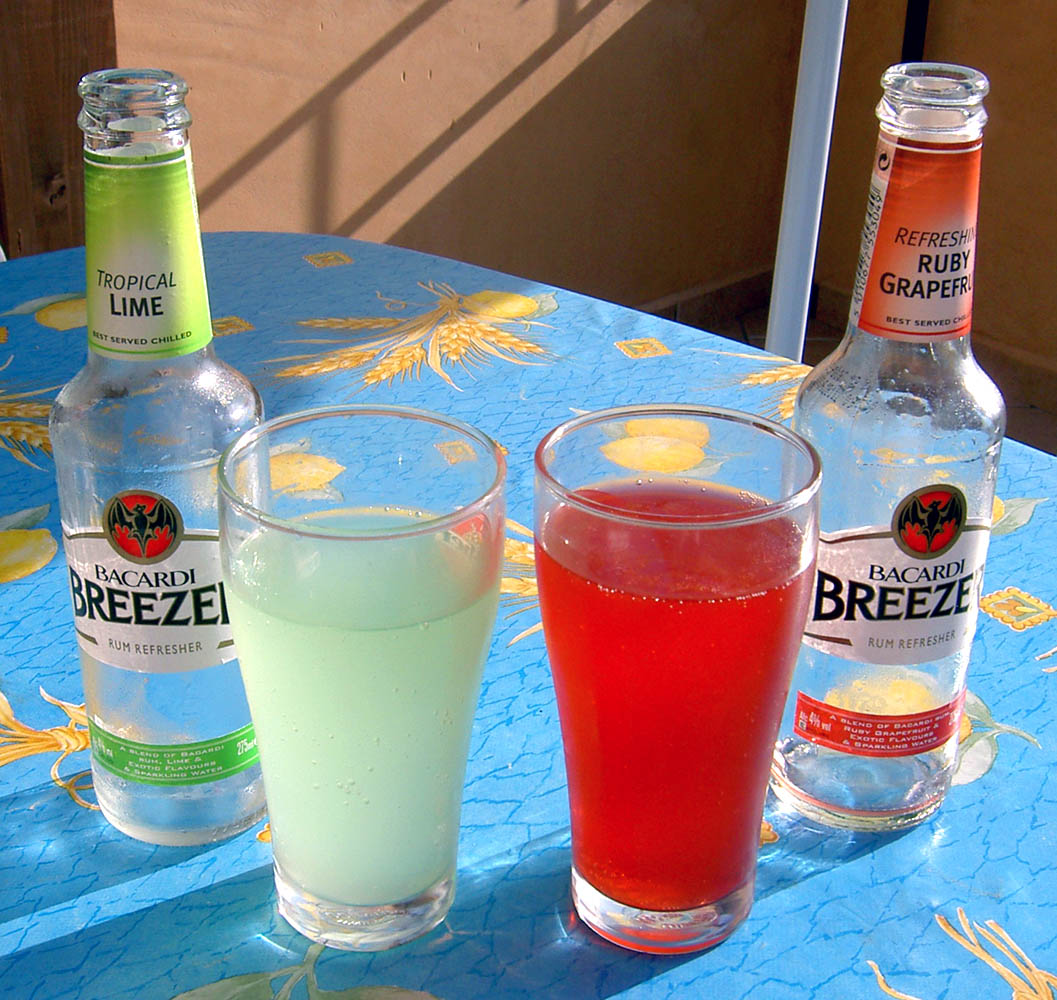
Limão tropical Bacardi Breezer e toranja rubi

Bacardi Breezer é uma bebida alcoólica com sabor de frutas feita pela Bacardi que vem em uma variedade de sabores de frutas: limão, pêssego, lichia, abacaxi, maçã, toranja rubi, limão, laranja, amora, melancia, amora, coco, framboesa, mirtilo, romã, morango e manga, pré-misturados como um coquetel com rum Bacardi, água com gás e adição de açúcar. Em alguns países, também está disponível no sabor chocolate. Vários sabores estão disponíveis na linha Half Sugar .
A bebida é popular na Índia, Europa, Israel, Canadá e Austrália, e também está disponível na China . Na Índia, a Bacardi Breezer foi a primeira a entrar na categoria de bebidas prontas e atualmente é a líder de mercado em seu segmento. Na Tailândia, os Breezers são na verdade refrigeradores de vinho, mas ainda dão a impressão de que contêm frutas .
No Reino Unido, o Bacardi Breezer foi lançado em 1993 e se tornou um dos alcopops mais populares, principalmente nas décadas de 1990 e 2000, sendo descontinuado em 2015.